# Glenea ochreovittipennis
Glenea ochreovittipennis là một loài bọ cánh cứng trong họ Cerambycidae.